# Suau (textura)

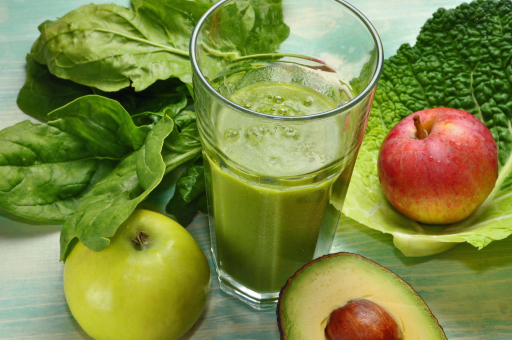
Exemple d'aliment suau: Smoothie

Terme utilitzat per descriure la textura (molts cops superficial) d'un aliment i que està relacionat amb les característiques geomètriques referides a l'homogeneïtat dels productes alimentaris, molts cops aplicables a sistemes que contenen més d'una fase (p. ex. emulsions).
El prerequisit per a la percepció de les característiques de suavitat (smoothness en anglès) és la superfície de contacte entre l'aliment i els llavis, la llengua, el paladar i la cavitat bucal. Els llavis esdevenen part del contacte inicial, i la llengua representa la superfície més gran de contacte dels aliments suaus.

## Equació del paràmetre: Suavitat
Kokini et al (1977) van proposar una equació per mesurar el patró sensorial de suavitat (smoothness) d'un líquid amb la reciprocitat de les forces de fricció produïdes a la llengua, on W és la càrrega/pes a la llengua i μ és el coeficient de la fricció mesurada:
(“Suavitat”) ∝ 1/μ · W